# Vampire dans les jeux vidéo
 (août 2025).
Motif : Absence de sources secondaires.
- Archive Wikiwix
- Bing
- Cairn
- DuckDuckGo
- E. Universalis
- Gallica
- Google
- G. Books
- G. News
- G. Scholar
- Persée
- Qwant
- (zh) Baidu
- (ru) Yandex
- (wd) trouver des œuvres sur Wikidata

| 1. | Préciser le motif de la pose du bandeau. | Précisez le motif de la pose du bandeau en utilisant la syntaxe suivante : {{admissibilité à vérifier\|date=août 2025\|motif=remplacez ce texte par le motif}}                                   |
| 2. | Informer les utilisateurs concernés.     | Pensez à avertir le créateur de l'article, par exemple, en insérant le code ci-dessous sur sa page de discussion : {{subst:avertissement admissibilité à vérifier\|Vampire dans les jeux vidéo}} |

Le mythe du vampire est représenté dans les jeux vidéo principalement par les titres suivants :
- Baldur's Gate II: Shadows of Amn, développé par BioWare, 2000
- Baldur's Gate III, développé par Larian Studios, 2023
- Touhou Project : Embodiment of Scarlet Devil, développé par Team Shanghai Alice, 2002
- BloodRayne, développé par Terminal Reality, 2003
- Le DLC Blood and Wine de The Witcher III, 2015
- Boktai, série développée par Konami depuis 2003
- Bram Stoker's Dracula, développé par Traveller's Tales, 1993
- Castlevania, série développée par Konami, depuis 1986
- Darkstalkers, série développée par Capcom depuis 1993
- Dracula : Résurrection, développé par Index+, 1999
- Dracula 2 : le Dernier Sanctuaire, développé par Wanadoo Edition, 2000
- Dracula 3 : la Voie du Dragon, développé par Kheops Studio, 2008
- Dracula Origin, développé par Frogwares, 2008
- Legacy of Kain, série développée par Crystal Dynamics depuis 1996
- Vampire : La Mascarade - Rédemption, développé par Nihilistic Software, 2000
- Vampire: The Masquerade - Bloodlines, développé par Troika Games, 2004
- A Vampyre Story; développé par Autumn Moon Entertainment, 2008
- InFamous 2: Festival of Blood; développé par Sucker Punch Productions, 2011
- Le DLC Dawnguard du jeu The Elder Scrolls V: Skyrim
- Vampyr; développé par Dontnod Entertainment, 2018
- Daemon Summoner, développé par Atomic Planet Entertainment, 2006
- Sims 1 , Sims 2 , Sims 3 et Sims 4; présents dans divers extensions, les vampires sont des creatures humanoïdes qui se différencient des sims normaux .